# Oddelek za srednjeevropske jezike na univerzi v Bielsko-Biali
Oddelek za srednjeevropske jezike na univerzi v Bielsko-biaŁi  je ustanova, kjer potekajo študiji slovanskih jezikov.Na oddelku srednjeevropskih jezikov se študij osredotoča na razvoj in zgodovino  jezika,literature in kulture slovanskih narodov. Fakulteta je bila ustanovljena leta 2002.

## Didaktika
Didakticne delo na oddelku obsega  delo s področij  literature, jezika, vprašanj kulturnih in strokovnih predmetov za redne in izredne študente, licenciatskih  in magistrskih študijev. V študijskem letu 2007/2008študentje študirajo v naslednjih skupinah:

### Redni študij prve stopnje ( 3-letni)

#### Redni študij – prvi letnik
- češki jezik na poslovnem področju in v turizmu(A)
- hrvaški jezik na poslovnem področju in v  turizmu(B)
- slovenski jezik na poslovnem področju in v turizmu(C)

#### Redni študij - drugi letnik
- računalniško urejanje s češkim jezikom
- računalniško urejanje s hrvaškim jezikom

#### Redni študij– tretji letnik
- češki jezik na poslovnem področju in v turizmu(A)
- hrvaški jezik na poslovnem področju  in v turizmu(B)
- slovenski jezik na poslovnem področju  in v turizmu(C)

### Redni študij-magisterij (5-letni)

#### Redni študij-peti letnik
- Stik z javnostjo na področju češkega jezika

### Redni študij-magisterij  druge  stopnje

#### Redni študij prve stopnje (magistrsko dopolnjevanje) I letnik
- ruski jezik na poslovnem področju in v  turizmu(A,B)

#### Redni študij prve stopnje (magistrsko dopolnjevanje) II letnik
- Slovenski jezik

### Na oddelku  se poučujejo naslednji predmeti:
- Zgodovina hrvaškega, ruskega, slovenskega, češkega jezika in ozemlja
- Kultura in civilizacija slovanskega jezikovnega ozemlja
- Zgodovina  hrvaške, ruske, slovenske in češke književnosti
- Stara  cerkvena slovanščina
- Opisna slovnica hrvaškega, ruskega, slovenskega in češkega jezika
- Prakticni pouk češčine, ruščine, slovenščine, in hrvaščine
- Prakticni pouk češkega, ruskega, slovenskega in hrvaškega poslovnega jezika
- Prakticni pouk češke, ruske, slovenske in hrvaške trgavske korespondence
- Prakticni pouk čeških, ruskih, slovenskih in hrvaških simultanih  prevodov
- Prakticni pouk čeških, ruskih, slovenskih in ruskih konsekutivnih prevodov
- Prakticni pouk čeških, ruskih, slovenskih in ruskih specializiranih  prevodov
- Vstop v literacijo
- Tipologija vrednosti slovanskih turističnih krajev
- Geografija hotelirstva
- Geografija turizma
- Strategije lokalnega razvoja
- Osnovne marketinga
- Osnove ekonomije
- Osnove makroekonomije
- Turizem spodbude in kongresa
- Ekoturizem in agroturizem
- Turizem v Evropi
- Elementi prava
- Osnove trgovskega prava
- Pravilo negocijacije
- Organizacija turisticnih zabav  in upravljanje v  turizmu
- Vstop v EU
- Evropska integracija
- Politična geografija in gospodarstvo Slovenije
- Kultura obmejnega ozemlja
- Moderna zgodovina evropskih središč
- Biro-tehnika
- Umetnost avtoprezentacije
- Strategija vodstva stikov z javnostjo
- Teorija stikov z javnostjo
- Teorija komunikacije
- Tehnika organizacije
- Marketing
- Strategije promocije podjetij
- Menagerske shranitve
- Računalniške tehnike
- Računalnik na področju prevajanja
- Angleška terminologija računalništva
- Intenetske osnove prezentacije in distribucije informacij
- Internetske tehnike informacij
- Napredovalne tehnike urejanja
- Moderne teorije komunikacije
- Baze podatkov
- Angleščina na poslovnem področju
- Angleščina v turizmu
- Profilaktična angleščina
- Prakticen pouk hrvaškega, slovaškega češkega in ruskega jezik (kot drugega jezika)
- Diplomski seminar
- Magistrski seminar

## Slavistika
Slavistika na Univerzi v Bielsku-Biali je nastala leta 2002, ko je nekdanji del Tehniške Univerze v Lodžu postal neodvisen in se je poimenoval Univerza v Bielsku-Biali. Takrat so študentje začeli študirati hrvaščino, češčino, ruščino in slovenščino. Študentje imajo tudi možnost izbire drugega jezika kot lektorata in poleg prej omenjenih imajo na voljo še makedonoščino, srbščino in slovanščino.
Slavistiko na Humanistično-družbenem oddelku od začetka vodi predstojnik prof. Emil Tokarz. Vsaka smer slovanske filologije ima odlične predavatelje, ki so jo v večini pomagali ustanoviti in potem v veliki meri razvijati. Zainteresirani študentje z Univerze v Bielsku imajo med drugim prav zaradi njih veliko možnosti mednarodnih izmenjav in razvijanja svojega znanja v tujini.
Slovanska filologija je bila na začetku petletni magistrski študij. Imela pa je eno izjemo: leta 2003 je nastala skupina srednjevropskih študijev s slovenščino kot glavnim jezikom, ki je študij začela s triletnim programom.
Od šolskega leta 2004/2005 pa obstaja samo triletni študij, kateri izpolnjuje pričakovanja in standarde bolonjskega sistema. Študenti imajo možnost nadaljevanja na univerzi, oz. študij študij nadaljujejo na dvoletnem magistrskem programu. Smer ima, poleg programa študija, v katerm so glavni jeziki in z njimi povezani predmeti (književnost, zgodovina, zgodovina jezika in druge humanistične vede), svojo specializacjo, ki pripravlja študente na opravljanje naslednjih poklicev: prevajalec, poslovnež, uslužbenec pri turistični agenciji in drugih. Celotna smer se imenuje slovanska filologija, znotraj te pa je več podsmeri, npr. ruščina v turistiki in poslovanju, kjer se študenti učijo o tem, kako ustanoviti svojo podjetje, s čim se veže turistika v slovanskih državah itd. Na bielski slavistiki se študenti ne učijo samo slovanskih jezikov, ampak tudi razvijajo svoje znanje, spoznavajo kulturo, zgodovino in dediščino Slovanov, organizirajo različne znanstvene konference in simpozije, pesniške večere, prireditve, povezane s slovansko tematiko, izlete in vsako leto prevajalske delavnice, znane tudi na drugih slavistikah. Udeležijo se tudi različnih simpozijev tako na Poljskem kot v tujini ter drugih študentskih dejavnosti.
Na slavistiki so organizirane kulturne prireditve, npr. gledališke predstave v raznih slovanskih jezikih. Loška slavistika organizira vsepoljsko olimpiado bolgarskega jezika. Naši študentje se udeležujejo prevajalskih natečajev, mednarodnih študentskih konferenc, prevajalskih delavnic. Organizirani so tudi znanstveni izleti, posvečeni ikonografiji, slovanski paleografiji in folkloru.

## Slovenistika
Trenutno na smeri slovanska filologija s slovenščino kot glavnim jezikom študirajo študenti I. letnika (25 oseb), III. letnika (20 oseb) in V. letnika – tj. drugega letnika dvoletnega magistrskega študija (16 oseb). Slovenščino kot lektorat, torej slovenski jezik kot drugi jezik, imajo študentje III. letnika hrvaščine (30 oseb).
Program študija poleg za filologijo tipičnih humanističnih predmetov (npr. uvod v književnost, filozofija, teorija prevoda) in lektoratov słovenščine ter drugih tujih jezikov, zgodovine slovenskega jezika, zgodovine slovenske književnosti, slovenske slovnice, ponuja tudi vaje iz poslovne slovenščine, strokovnega jezika, umetnega prevoda in direktnega ter nedirektnega prevoda.
Študentje imajo možnost del študija opraviti v Sloveniji (na Univerzi v Ljubljani, Mariboru ali Kopru) v okviru programa Socrates/Erasmus in drugih ter narediti prakso. Pogosto se udeležijo Seminarja slovenskega jezika, literature in kulture v Ljubljani in Poletne šole slovenskega jezika v Kopru (prej v Portorožu). Veliko gostov iz Slovenije je obiskalo Univerzo v Bielsku-Biali: predavatelji (npr. Marko Jesenšek), pesniki (npr. Primož Repar, Meta Kušar), pisatelji (npr. Vlado Žabot, Maja Novak) in drugi umetniki (npr. pevec Klemen Pisk).